# العلاقات العراقية الكويتية
العلاقات العراقية الكويتية، هي العلاقات الخارجية بين الكويت والعراق. ويوجد للكويت سفارة في بغداد، وللعراق سفارة في مدينة الكويت كما توجد ممثلات دبلوماسية بمستوى قنصلية في محافظة البصرة وفي أربيل.

## مسألة الحدود بين البلدين

عبد السلام عارف رئيس العراق وصباح السالم وليّ عهد الكويت وهما في جامع أبي حنيفة بالأعظمية يوم 22 آذار 1963 بعد صلاة الجمعة

جاء أول ترسيم للحدود بين الكويت والعراق (الدولة العثمانية آنذاك) عام 1913 بموجب المعاهدة الأنجلو-عثمانية لعام 1913 والتي تضمنت اعتراف بريطانيا بسيادة الدولة العثمانية على الكويت وتؤلف قضاء متمتعة بالاستقلال الذاتي ضمن الدولة العثمانية مع عدم التدخل في شؤونها الداخلية والخارجية، وترسيم خطين للحدود، أحمر وأخضر . وقد نصت المادة السابعة من المعاهدة على أن يبدأ خط إشارات الحدود الأخضر من مدخل خور الزبير في الشمال ويمر مباشرة إلى جنوب أم قصر وصفوان وجبل سنام حتى وادي الباطن وبعد انتهاء الحرب العالمية الأولى وهزيمة العثمانيين احتلت بريطانيا الأراضي العثمانية في العراق. وقد طالب أمير الكويت الشيخ أحمد الجابر الصباح في نيسان/أبريل 1923 بأن تكون حدود هي ذات التي كانت زمن العثمانيين وقد رد المندوب السامي بالعراق السير بيرسي كوكس على طلب الكويت باعتراف الحكومة البريطانية بهذه الحدود. وفي 21 تموز/يوليو 1932 أعترف رئيس وزراء العراق نوري سعيد بالحدود بين الكويت والعراق. وفي 4 تشرين الأول/أكتوبر 1963 اعترف العراق باستقلال الكويت وبالحدود العراقية الكويتية كما هي مبينة بتبادل بالرسائل المتبادلة في 21 تموز/يوليو و10 آب/أغسطس 1932 بين رئيس وزراء العراق نوري سعيد وحاكم الكويت الشيخ أحمد الجابر الصباح  من خلال توقيع محضر مشترك بين الكويت والعراق من خلال اجتماع حضره كل من الشيخ صباح السالم الصباح ولي العهد الكويتي آنذاك و أحمد حسن البكر رئيس الوزراء العراقي في تلك الفترة. وبعد انقلاب 8 شباط سنة 1963 أعلنت الحكومة العراقية التي كان يرأسها عبد السلام عارف في 3 تشرين الأول سنة 1963 اعترافها باستقلال الكويت وسيادتها، وبعد أن توفي الرئيس عبد السلام عادت العلاقات إلى التوتر حين اجتاحت قواتٌ عراقيةٌ جزيرةَ بوبيان الكويتية في 1 تشرين الأول سنة 1966 احتجاجاً من العراق على المفاوضات التي عُقدت حينئذٍ بين الكويت وإيران لتقسيم المجرى القاري بين الكويت وإيران من دون مشاركة العراق في ذلك.
في عام 1991 شكّل مجلس الأمن لجنة لترسيم الحدود البلدين ووافق العراق على الالتزام بقرارات اللجنة. وفي عام 1993 صدر قرار مجلس الأمن رقم "833" لترسيم الحدود بين الكويت والعراق واعترفت الكويت به فيما اعترف العراق بالقرار في عام 1994. لكن العلاقات لم تطبع بين البلدين حتى عام 2003 حينما سقط نظام صدام حسين.

## غزو الكويت
بعد انتهاء حرب الخليج الأولى عام 1988، بدأت بوادر خلافات بين النظام العراقي البعثي والسلطات الكويتية حلفاء الأمس. كانت الذرائع الأساسية للرئيس العراقي السابق صدام حسين هو خلافات حول بعض آبار النفط في المناطق الحدودية، أما بشكل غير مباشر فكان صدام حسين يعيد إحياء أفكار حول كون الكويت أحد المحافظات التاريخية التابعة للعراق. في 2 أغسطس 1990 اجتاحت القوات العراقية الكويت وأطاحت بحكم آل الصباح لحين عودتهم بعد انحسار الجيش العراقي على يد قوى التحالف في حرب الخليج الثانية.

## مستقبل العلاقات بين البلدين
لا يمكن لمستقبل العلاقات العراقية-الكويتية القيام على أسس متينة من الثقة والتوافق والتسامح والإخاء ما لم يصار إلى حل القضايا المعلقة بين البلدين وأبرزها الالتزامات المالية على العراق والتي تتمثل في:
- التعويضات: وتقدر قيمتها بنحو 177.6 مليار دولار أميركي وهي التعويضات الناجمة عن الاجتياح العراقي للكويت عام 1990 وأقرت الأمم المتحدة منها 37.2 مليار دولار استلمت الكويت منها 9.3 مليار.
- الديون: تقدر ديون الكويت على العراق بحوالي 13.2 مليار دولار أميركي بدون الفوائد المالية المستحقة على هذه الديون.

وفي المؤتمر الذي عقد في مدريد للدول المانحة وشاركت فيه 60 دولة جُمِع 33 مليار دولار لإعمار العراق من ست دول بالإضافة إلى البنك الدولي والاتحاد الأوروبي.
وكانت الكويت والسعودية من بين الدول المشاركة في هذا الدعم حيث تعهدت الكويت بتقديم مليار ونصف مليار دولار.
وينتظر الجميع من الأشقاء الكويتيين إطفاء الكثير من الديون والتعويضات بوصفها ديوناً بغيضة ما زال الشعب العراقي يعاني من انعكاساتها نتيجة لطيش النظام السابق وتلاعبه بمقدرات ومستقبل العراق والدول المجاورة، خاصة وان العلاقات بين البلدين تنطوي على نسيان آلام الماضي وما حفل به من أخطاء وتجاوزات لفتح صفحات جديدة مشرقة من التعاون والتفاهم والمحبة على الأمد البعيد.
كما أن دور الكويت في عمليات إعادة إعمار العراق ما زال وارداً كما يتوقع خبراء خليجيون، إذ ستكون الكويت بما تملكه من أموال وشركات وخبرات أكثر تأهيلاً ومنافسة للإسهام في هذه العمليات فضلاً عن قدرتها الاقتصادية والتجارية على تغطية ما تحتاجه السوق من سلع وخدمات وبضائع وستكون مساهمة الكويت وقطاعها الخاص في إعمار العراق مدخلاً مهماً لإقامة شراكة دائمة متطورة تضمن مصالح البلدين على حد سواء، وتزيد من تلاحمها لدعم التنمية والاستقرار والتقدم في المنطقة.

وهذا ما أكده نوري المالكي رئيس الوزراء أثناء زيارته للكويت في مطلع تموز 2006  من أن لدى حكومته برنامجا طموحا لجذب رؤوس الأموال العربية قائلاً:
| ” | إننا نرحب من خلال هذا البرنامج بالمستثمرين العرب ورؤوس الأموال العربية لمن يريد أن يستثمر في العراق ونتمنى أن يوجهوا استثماراتهم في العراق في برامج إعادة الإعمار ، لا توجد أزمة حدودية مع دولة الكويت .. ونحن لا نجد أزمة كبيرة بين دولة الكويت والعراق حتى تعقد لها جلسة محادثات وإنما هناك مسألة فنية تعمل لجنة فنية على متابعتها، وأن سياستنا مبنية في الوقت الراهن على تثبيت العلاقات المتينة بين العراق وجيرانه | “ |

وشدد المالكي من جانب آخر على أهمية حسم الأمور في كل القضايا من خلال الوضوح والشفافية لا سيما فيما يتعلق بموضوع الديون والمشاكل الفنية الحدودية والمشروعات المعطلة بين البلدين لان الوضوح سيعمل على بناء قاعدة متينة من العلاقات ننطلق من خلالها وبشأن قضية الديون قال المالكي:
| ” | نحن نتطلع إلى مساعدة أشقائنا لا سيما أن هناك عدداً من دول العالم أسقطت ما نسبته 80% من ديونها، ولذلك نحن نتمنى على أشقائنا مساعدتنا في هذا الشأن، كما أن مقولة دولة الكويت جزء من العراق تعتبر سيمفونية صدامية، والحديث بمثل هذا القول هو عود على بدء في إطار المؤامرة، هذا الموضوع محسوم بالنسبة لي ولن يكون هناك عودة إلى هذا المنطق التافه. | “ |

## حقول النفط المشتركة
تمتد حقول نفطية على جانبي الحدود الكويتية - العراقية، التي رسمت بقرار أصدرته لجنة مشكلة من الأمم المتحدة عام 1993، وافق عليه العراق والكويت، لكن ساسة عراقيين وبعضهم في الحكومة لا يفتؤون من حين إلى آخر يشككون في عدالة الظروف التي رسمت فيها الحدود. ويدعون إلى إعادة التفاوض في شأنها، وهو أمر قد يطرأ على أي اتفاق نفطي مستقبلاً.
في شمال الكويت، مجموعة من الحقول النفطية أهمها الروضتين وبحرة والصابرية، وفي جنوب العراق حقول الزبير والقرنة وجزيرة مجنون، وهناك حقل مهم يمتد في أراضي البلدين من الشمال إلى الجنوب، وموقعه في غرب منفذَي سفوان والعبدلي الحدوديين، تطلق الكويت على حقلها النفطي المتداخل مع العراق اسم الرتقة ويطلق العراق على حقله النفطي المتداخل مع الكويت اسم الرميلة. والاتفاق على هذا الحقل أهم صعوبات التعاون النفطي وفقاً لقول وزير النفط الكويتي أحمد العبد الله. ومعروف أن الرئيس العراقي السابق صدام حسين ، اتخذ من الملف النفطي مدخلاً لمشروعه غزو الكويت عام 1990، حين اتهم الكويتيين بأنهم يسرقون نفط العراق عن طريق الحفر الأفقي تحت الأرض.
وعلى رغم التحسن المهم في العلاقات بين البلدين بعد الغزو الأميركي للعراق عام 2003، وتبادل السفراء، فإن منطقة الحدود لا تزال تشهد من حين إلى آخر حوادث إطلاق نار وتسلل، فيما ينظم عراقيون تظاهرات مضادة للكويت.
وتتخذ الكويت إجراءات أمن مشددة جداً على امتداد الشريط الحدودي، أقامت موانع كثيرة تشمل خندقاً حدودياً وأنبوب حديد عائقاً للسيارات، وسوراً مكهرباً وأبراج مراقبة بصرية وحرارية. لدولة الكويت منفذ حكومي وحيد لعبور المدنيين والبضائع إلى العراق، اسمه منفذ العبدلي في أقصى شمال محافظة الجهراء الكويتية، ويقابله منفذ سفوان العراقي، وبين الدولتين منفذ عسكري، اسمه منفذ جريشان الحدودي خاص بالقوات الغربية العاملة في العراق والتي لها قواعد لوجستية ضخمة في الكويت وتتخذ ميناء الشعيبة في جنوب الكويت منفذاً استراتيجياً لحركة نقل المعدات العسكرية من العراق وإليه.
قال مصدر في الصناعة النفطية الكويتية لـ «الحياة» أن أي تفاهم على تلك الحقول الحدودية «إذا تجاوز العقبات السياسية والأمنية» سيـتضمن «تعقيدات فنية وعملية كثيرة لا يمكن التغلب عليها إلا بدرجة عالية من التوافق والثقة بين حكومتي البلدين».
وقال أن تجربة الكويت في التعاون النفطي مع السعودية و «هي دولة لها أوثق الصلات مع الكويت، مما لا تمكن مقارنته بحال العراق»، أظهرت أن التفاصيل التنفيذية للإنتاج المشترك للنفط «تستغرق سنوات من التفاوض والتنسيق كي يُنجز التفاهم حولها».
وكان ترسيم الحدود بين الكويت والسعودية عام 1922 ترك ما سمي «المنطقة المقسومة» ومساحتها أربعة آلاف كيلومتر مربع من دون اتفاق، وحين ظهر النفط هناك في حقل «أم قدير الشرقي» البري، وحقل «الخفجي» البحري، اتفقت الكويت والرياض على تقاسم الإنتاج النفطي في «المنطقة المقسومة» مناصفة، واستمر هذا الاتفاق حتى الآن مع أن هذه المنطقة لم تعد موجودة، إذ سوى اتفاق عام 1968 سيادة الدولتين عليها فذهب نصفها الشمالي للكويت ونصفها الجنوبي للسعودية.[ما العلاقة؟]
اتفاق القسمة النفطي السعودي - الكويتي تضمن الاتفاق مع شركة إنتاج شركة أجنبية (شركة الزيت العربية المملوكة لليابان) على إدارة عمليات الإنتاج، على أن توزع بالتساوي فرص العمل للمواطنين الكويتيين والسعوديين فيها، لجهة العدد والرواتب، وأن يتناوب على رئاسة الشركة مدير سعودي وكويتي كل ثلاث سنوات. وتدير شركة نفط الخليج (KGOC) منذ 6 سنوات حقوق الجانب الكويتي، بينما تتولى شركة متفرعة عن أرامكو مصالح الجانب السعودي.[ما العلاقة؟]
ويستبعد المصدر أن تكون هناك إدارة عمليات نفطية مشتركة بين الكويتيين والعراقيين «بالسلاسة القائمة بين الكويت والسعودية، وذلك للأسباب التاريخية والسياسية المعروفة ولو استعين بشركة أجنبية لإدارة الإنتاج».
وكان العراق وقع أخيراً اتفاقات مع شركات أجنبية لتطوير حقوله الجنوبية، بينها «بي بي» البريطانية، وقال المصدر النفطي الكويتي: «بي بي (بريتش بتروليوم) كانت تقوم، حتى سنتين مضتا، باستشارات لنا في حقول الشمال (الكويتية) وهي الآن وقعت مع العراق اتفاقاً في شأن بعض حقوله الجنوبية». وسأل: «هل ستستخدم المعلومات الخاصة بالحقول الكويتية لغير مصلحتنا في مفاوضات تقاسم النفط مع العراق مستقبلاً»؟
وكشف أن شركات نفط عاملة في العراق قدمت طلبات إلى الحكومة الكويتية لتأمين منفذ حدودي خاص بها لعبور أفرادها ومعداتها من الموانئ الكويتية إلى العراق، الأمر الذي سيثير حساسيات كثيرة لأسباب أمنية وسيادية.
وأعلنت الحكومة الكويتية أخيراً مشاريع طموحة لتطوير مناطق شمال الكويت صناعياً وإسكانياً، وبناء موانئ في جزيرة «بوبيان»، ما قد يساعد في إرساء تعاون اقتصادي ونفطي واسع مع العراق. لكن سياسيين مستقلين وكثيرين من أعضاء مجلس الأمة (البرلمان) الكويتي، يشككون في سلامة التوجه الحكومي نحو مزيد من التقارب مع العراق الذي لا يتوقعون أن يتمتع باستقرار في السنوات المقبلة، خصوصاً بعد الخروج الأمريكي منه وتزايد النفوذ الإيراني فيه، واستمرار الحساسيات الأمنية والمذهبية في المنطقة.
في 3 سبتمبر 2010 أكّد وزير النفط الكويتي الشيخ أحمد العبد الله الصباح أن الكويت والعراق توصّلا إلى اتفاق أولي في شأن تقاسم حقول النفط الحدودية وللسماح لشركة نفط عالمية بتطويرها، قد يعطي انطباعاً بأن البلدين يوشكان على خطوة كبيرة إلى أمام في مجال التعاون ونسيان الماضي. غير أن مصدراً نفطياً كويتياً قال لـ «الحياة» إن في هذا الملف من التعقيدات الفنية والأمنية والسياسية ما لا يجعل تنفيذه بالسهولة التي أوحت بها تصريحات الوزير. وكانت وكالة رويترز نقلت عن الشيخ أحمد أن الاتفاق يتضمن اختيار شركة عالمية للتنقيب عن النفط في تلك الحقول لمصلحة كلا البلدين، لكنه أوضح أنه لم يجرِ بعد اختيار أي شركة. وقال أن البلدين «اتفقا من حيث المبدأ»، وأن الجانب الكويتي «وقع الاتفاق الذي قد يوقعه الجانب العراقي هذا الأسبوع أو الأسبوع المقبل». وأضاف أن الاتفاق «سيعمل بتجنب أي مزاعم مستقبلية بأن أياً من البلدين يفرط في استغلال الحقول المشتركة».

### إيفاء الديون
ما زالت حكومة العراق تدفع حتى عام 2014 حين تعسّر اقتصادها، ثم استؤنف الدفع في بداية عام 2018، بنسبة نصف واحد بالمائة (05.) ، تعادل 300 مليون دولار كل 3 أشهر.
في عام 2021 أعلنت لجنة التعويضات التابعة للأمم المتحدة في العراق أن مقدار ما دفعه العراق لغاية الآن بلغ 50 مليار دولار من أصل 52.4 مليار دولار كتعويض" ، مبينة أن "المتبقي هو 2.4 مليار دولار يتم دفعها للمطالبة الوحيدة برصيد تعويض مستحق".

## المفقودون

### العراق
في عام 2014 نُشر فيديو، يذكر فيه شرطي كويتي أنّه في عام 1991 أُخِذَ 50 رجلًا مقيمين بالكويت من بيوتهم إلى مركز شرطة، وهنالك صدر أمرٌ بقتلهم فقُتلوا، وادّعى الشرطي أنّ أولئك الخمسين قد دُفنوا في أرض خالية، ثم اكتشفتْ جثثهم بعد أن أراد صاحب الأرض بناءها، وذكر الشرطيّ أنّ السلطة الكويتية أعلنت يومئذٍ أنّ القتلى المعثور عليهم كانوا من الجيش الشعبي، وفي ديسمبر 2018، تداول عراقيون هذا الفيديو وقدمتْ وزارة الخارجية العراقية على إثره مذكرة استيضاح لحكومة الكويت.

### الكويت
في 8 آب/أغسطس عام 2019، تسلمت الكويت رفات 48 جثة، يُعتقد أنها لضحايا غزو الكويت، ولا تزال اللجنة الثلاثية المعنية بحل قضية أسرى ومرتهني الكويت التابعة للصليب الأحمر الدولي تبحث عن مزيد من المفقودين.

## إعادة الأرشيف الكويتي
قال ناجي صبري الحديث وزير الخارجية العراقي «كان لدينا أرشيف الدولة الكويتي وهو بمثابة مركز الوثائق الرسمية الخاصة بالدولة الكويتية مثل وثائق وزارتي الدفاع والداخلية ودائرة الجنسية والديوان الأميري. وقد نـُقلت مع كثير من المواد التي أخذت الى بغداد وحفظت في مكان أمين حفاظا عليها من الضرر في الحرب التي كانت وشيكة...واختار الإخوان الكويتيون ان يتم تسليم الأرشيف على الحدود، وتم ذلك بمحضر واشراف دولي وعربي. ونشطنا مسألة البحث عن المفقودين باعتبارها مسألة انسانية، وقمنا باجراءات عديدة في المحافظات الجنوبية، وطرحت الأمر على الرئيس صدام حسين وقال لي أعلن ان الاخوة الكويتيين مرحب بهم ان يرسلوا وفدا الى العراق، واذا أرادوا ان يجلبوا سياراتهم معهم. وأنهم احرار في أن يدخلوا أي مكان رسمي مدني أو عسكري أو أمني، وهم يختارون الهدف وينطلقون اليه بدون ابلاغ الجهات العراقية، ونقترح عليهم ان يصطحبوا معهم مسؤولا عراقيا فقط لتسهيل دخولهم. واتفقنا مع السفير فورنتسوف على عقد اجتماعات مع الجانب الكويتي للنظر في موضوع المفقودين وعقد عدة اجتماعات في عمان، ومضينا على ذات النهج الى مؤتمر قمة بيروت في اذار/ مارس 2002 وكان ذروة الجهد الذي بذلته الدبلوماسية العراقية لتصيفة ذيول الازمة وتنقية الاجواء بين العراق وأشقائه العرب. وجلسنا في مباحثات ودية مباشرة انا والدكتور محمد الصباح وزير خارجية الكويت وكان اول لقاء رسمي عراقي بين العراق والكويت.».

## التهريب
بعد أن أحكم ابن سعود سياسة حصار تجاري على الكويت، اقترح وزير خارجية العراق في 24 شباط/فبراير سنة 1924 على السفير البريطاني أن يتناقش الطرفان في حدود المياه الإقليمية ومشكلات التهريب، فوافق شيخ الكويت غيرَ أنه لم يعطِ لممثليه في المباحثات سلطة تفاوضية كافية استجابةً لضغط تجار كويتيين مستفيدين من التهريب، وكان تسويغهم أن الحكومة العراقية حينئذٍ كانت تفرض رسوماً عالية (أقلّ قليلاً من 100%) على البضائع الواردة للعراق كالسكر والشاي والقهوة في حين لا تزيد نسبة هذه الرسوم في الكويت عن 4%، كما تضاءلت حيئنذٍ في الكويت تجارة اللؤلؤ، في حين لم يكن للعراق مخافر حدودية تكفي لصدّ المهربين ولا شجعت حكومته عشائر باديتها على الظفر بالمهربين عند تخوم العراق مقابل مكافآت للعشائر العراقية مثلما كان ابنُ سعود يشجع عشائره ويكافئهم لرصد التهريب إلى دولته.